# Cormérod

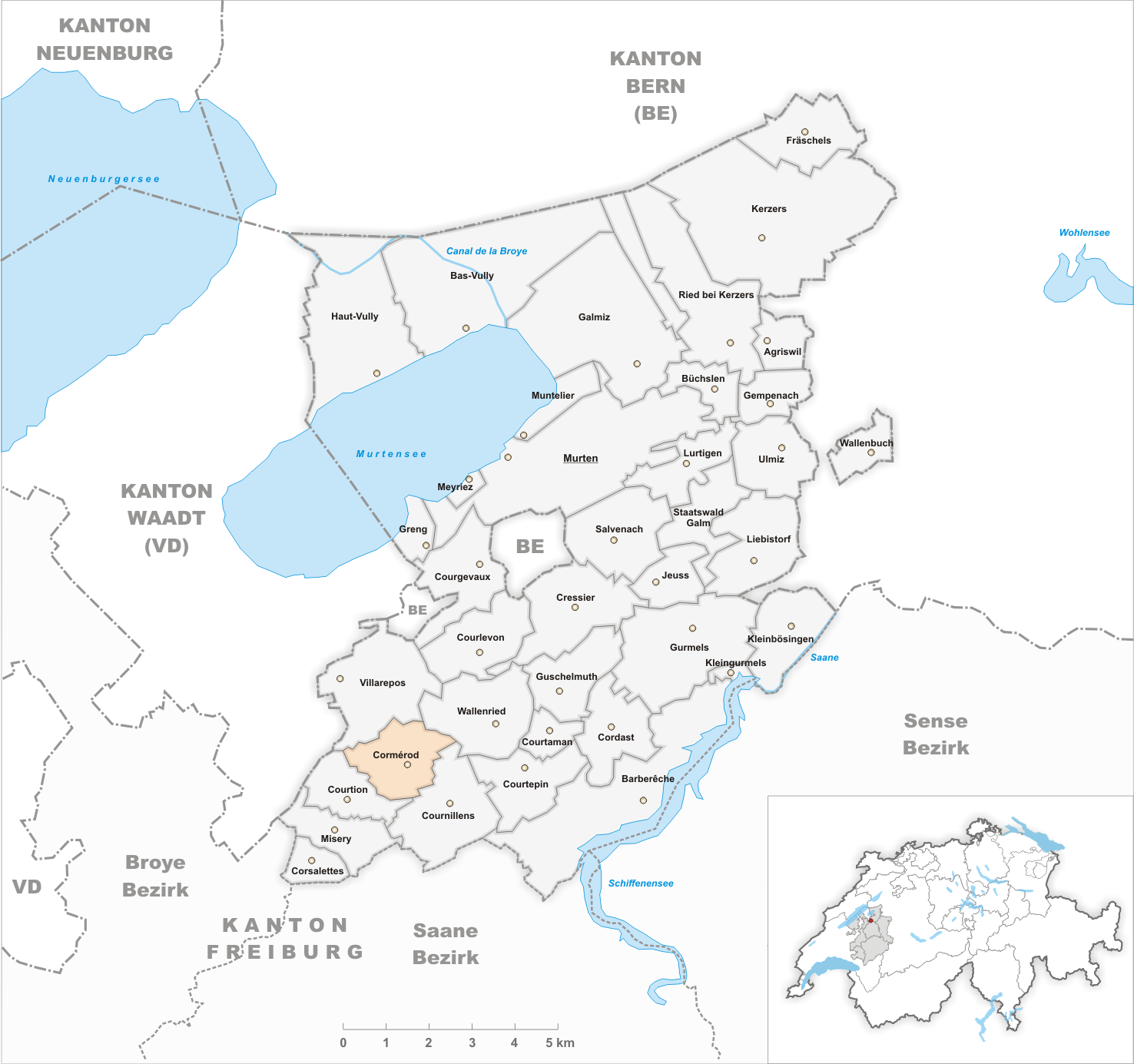
Gemeindestand vor der Fusion am 1. Januar 1997

Cormérod ist eine Ortschaft und früher selbständige politische Gemeinde im Seebezirk (französisch: District du Lac) des Kantons Freiburg in der Schweiz. Der frühere deutsche Ortsname Kormerat wird heute nicht mehr verwendet. Am 1. Januar 1997 fusionierte Cormérod mit Cournillens, Courtion und Misery zur neuen Gemeinde Misery-Courtion.

## Geographie
Cormérod liegt auf 600 m ü. M., neun Kilometer nordwestlich der Kantonshauptstadt Freiburg (Luftlinie). Das Strassendorf erstreckt sich an aussichtsreicher Lage auf einem sanft nach Süden geneigten Hang des Mont, im Molassehügelland zwischen der Broyeebene und dem Saanetal, im nördlichen Freiburger Mittelland. Die ehemalige Gemeindefläche betrug rund 2,8 km². Das Gebiet umfasste das leicht gewellte Plateau, reichte im Westen bis an den Rand des Tals des Chandon, im Nordwesten zum Waldgebiet des Montlevant (603 m ü. M.) und im Norden über den Mont (632 m ü. M.) zur Mulde von Cortery.

## Bevölkerung
Mit 154 Einwohnern (1990) zählte Cormérod vor der Fusion zu den kleinen Gemeinden des Kantons Freiburg. Im Jahr 1850 hatte die Gemeinde 173 Einwohner, 1900 235 Einwohner. Das Dorf ist überwiegend französischsprachig.
Einwohnerzahlen: Volkszählungsdaten

## Wirtschaft
Cormérod war bis Mitte des 20. Jahrhunderts ein vorwiegend durch die Landwirtschaft geprägtes Dorf. Noch heute haben der Ackerbau, der Obstbau und die Viehzucht einen wichtigen Stellenwert in der Erwerbsstruktur der Bevölkerung. Weitere Arbeitsplätze sind im lokalen Kleingewerbe und im Dienstleistungssektor vorhanden, unter anderem in einem Betrieb der Informationstechnologie. In den letzten Jahrzehnten hat sich das Dorf auch zu einer Wohngemeinde entwickelt. Viele Erwerbstätige sind deshalb Wegpendler, die hauptsächlich in den Regionen Freiburg und Murten arbeiten.

## Verkehr
Das Dorf liegt abseits der grösseren Durchgangsstrassen an einer Verbindungsstrasse von Courtion nach Courtepin. Durch die Buslinie der Transports publics Fribourgeois, die von Freiburg nach Courtepin führt, ist Cormérod an das Netz des öffentlichen Verkehrs angebunden.

## Geschichte
Das Gebiet von Cormérod war schon zur Römerzeit bewohnt. Im Jahr 1830 wurde in den Überresten einer römischen Villa ein bedeutendes Mosaik aus dem 3. Jahrhundert nach Christus entdeckt. Es stellt Theseus dar, der mit Minotaurus im Labyrinth kämpft. Das Mosaik wurde vom Kanton gekauft und befindet sich heute in der Universität Freiburg.
Die erste urkundliche Erwähnung des Ortes erfolgte 1142 unter dem Namen Cormoral. Später erschienen die Schreibweisen Cormoraul (13. Jahrhundert), Cormeraul (1369) und Cormeraud (1483). Der Ortsname ist wahrscheinlich auf Curtis Moraldi (Hof des Maurwald) zurückzuführen.
Im Mittelalter gehörte Cormérod verschiedenen Besitzern. 1442 kam das Dorf unter die Herrschaft von Freiburg und war fortan Teil der Alten Landschaft (Spitalpanner). Nach dem Zusammenbruch des Ancien Régime (1798) gehörte Cormérod während der Helvetik zum damals freiburgischen Bezirk Avenches und ab 1803 zum Distrikt Freiburg, bevor es 1848 mit der neuen Kantonsverfassung in den Seebezirk eingegliedert wurde.
Im Jahr 1996 entschieden sich die Bewohner der Gemeinden Cormérod, Misery, Courtion und Cournillens für eine Fusion. Dadurch kam es mit Wirkung auf den 1. Januar 1997 zu einer der ersten grösseren Gemeindefusionen im Kanton Freiburg. Die neue Gemeinde erhielt den Doppelnamen Misery-Courtion.

## Sehenswürdigkeiten
Die Kapelle Saint-Antoine-l'Ermite wurde 1634 erbaut und 1868 im neugotischen Stil verändert. Cormérod gehört zur Pfarrei Courtion. Das Schulhaus stammt von 1873.